# For(N)ever
《For(N)ever》는 2009년 1월 27일에 발매된 미국의 록 밴드 후바스탱크의 네 번째 스튜디오 음반이다. 이 음반은 아일랜드 레코드에서 발매된 그들의 마지막 음반이다. 발매되자마자 이 음반은 미국 빌보드 200 차트에서 26위에 올랐다.

## 발매
2007년 10월, 더그 롭은 공식 후바스탱크 게시판에 글을 올려 "다음 CD에 대한 기준을 매우 높게 설정했다"며 "그 어느 때보다 더 많은 아이디어가 이 CD에 담겨 있다"고 말했다.
2008년 6월 2일, 롭은 임시 웹사이트에 업데이트를 게시하며 음반 녹음 절차가 거의 완료되었으며 몇 주 내에 발매될 예정이라고 발표했다.

## 평가
| 전문가 평가  | 전문가 평가 |
| 총 점수      | 총 점수     |
| 출처         | 점수        |
| ------------ | ----------- |
| 메타크리틱   | (51/100)    |
| 평가 점수    |             |
| 출처         | 점수        |
| AllMusic     | [ 4 ]       |
| Blender      | [ 5 ]       |
| Boston Globe | (favorable) |
| NOW          | [ 7 ]       |

《For(N)ever》는 음악 평론가들로부터 엇갈린 평가를 받았다. 주류 평론가들의 리뷰에 100점 만점의 정규화된 평점을 부여하는 메타크리틱에서는 4개의 리뷰를 기준으로 평균 51점을 받았다.
올뮤직의 스티븐 토마스 얼와인은 후바스탱크가 모던 록 역학에서 벗어나 진정성과 공감을 바탕으로 관계 기록을 만들었다고 칭찬하며, "이전에는 감정보다는 에어플레이에 더 관심이 많아 보였기 때문에 특별히 듣기 좋지 않더라도 인간적인 면이 미끄러지는 것을 보는 것이 좋다"고 결론지었다.

## 곡 목록
모든 곡들은 특별한 언급이 없는 한 후바스탱크에 의해 작사/작곡하였다.
| #   | 제목                         | 작사·작곡             | 재생 시간 |
| --- | ---------------------------- | --------------------- | --------- |
| 1.  | 〈My Turn〉                  | 후바스탱크, 톰 롭     | 3:09      |
| 2.  | 〈I Don't Think I Love You〉 |                       | 3:39      |
| 3.  | 〈So Close, So Far〉         | 후바스탱크, 제프 블루 | 3:14      |
| 4.  | 〈All About You〉            |                       | 2:55      |
| 5.  | 〈The Letter〉               |                       | 3:54      |
| 6.  | 〈Tears of Yesterday〉       |                       | 3:56      |
| 7.  | 〈Sick of Hanging On〉       |                       | 3:13      |
| 8.  | 〈You're the One〉           |                       | 3:55      |
| 9.  | 〈Who the Hell Am I?〉       |                       | 3:59      |
| 10. | 〈You Need to be Here〉      |                       | 3:01      |
| 11. | 〈Gone Gone Gone〉           |                       | 3:36      |

| #   | 제목             | 재생 시간 |
| --- | ---------------- | --------- |
| 12. | 〈Replace You〉  | 4:20      |
| 13. | 〈Stay With Me〉 | 4:07      |